# Erica limnophila
Erica limnophila är en ljungväxtart som beskrevs av Edward George Hudson Oliver. Erica limnophila ingår i släktet klockljungssläktet, och familjen ljungväxter. Inga underarter finns listade i Catalogue of Life.